# Coloradoa kondoi
Coloradoa kondoi är en insektsart. Coloradoa kondoi ingår i släktet Coloradoa och familjen långrörsbladlöss. Inga underarter finns listade i Catalogue of Life.